# Avian Conservation and Ecology
Avian Conservation and Ecology/Écologie et conservation des oiseaux (abrégé en ACE-ÉCO) est une revue scientifique semestrielle à comité de lecture en libre accès parrainée par la Société des ornithologistes du Canada et Études d’oiseaux Canada.  La revue publie des articles au sujet de la conservation et de l’écologie des oiseaux.  
Les directeurs de publication sont Thomas D. Nudds (Université de Guelph, Canada) et Marc-André Villard (Université de Moncton, Canada).